# Ash by Elegance
Ashley Mae Sebera (née le 29 novembre 1988 à Seven Hills) est une catcheuse (lutteuse professionnelle) américaine. Elle travaille actuellement à la Total Nonstop Action Wrestling, sous le nom de Ash by Elegance.
Elle est aussi connue pour son travail à la World Wrestling Entertainment (2013-2023), sous le nom de Dana Brooke.
D'abord pratiquante de body fitness, elle se fait connaitre dans ce sport entre 2012 et 2013.
Elle signe un contrat avec la WWE en juin 2013 et s'entraîne pendant plus d'un an avant de faire ses premiers combats de catch en septembre 2014 à la NXT.

## Jeunesse et carrière dans le body-fitness
Sebera commence la gymnastique dès l'âge de deux ans. Elle pratique ce sport à un haut niveau et s'entraîne au Johnson’s Gymnastics Center à Valley View et participe à des compétitions internationales. Une blessure à la cheville met fin à sa carrière de gymnaste. Elle s'essaie ensuite au plongeon et y remporte un championnat de district au lycée mais arrête car elle trouve ce sport ennuyeux.
Après le lycée, elle étudie à l'université d'État de Kent et y obtient un bachelor en science, un en merchandisang appliqué à la mode,.
Elle décide de faire du culturisme et du fitness dans des compétitions de la Fédération internationale de bodybuilding et fitness (IFBB) ainsi que du National Physique Committee (NPC),. Elle termine 2e du concours de fitness du NPC Team Universe en 2012. En 2013, elle participe à l'Arnold Classic Europe où elle se classe 12e.
Après la signature de son contrat de catcheuse avec la World Wrestling Entertainment, Sebera cesse de participer régulièrement à des compétitions de fitness. Cependant, elle concourt à l'Arnold Classic en 2015 et en 2017,,.

## Carrière de catcheuse

### World Wrestling Entertainment (2013-2023)

#### Passage à laNXT(2013-2016)

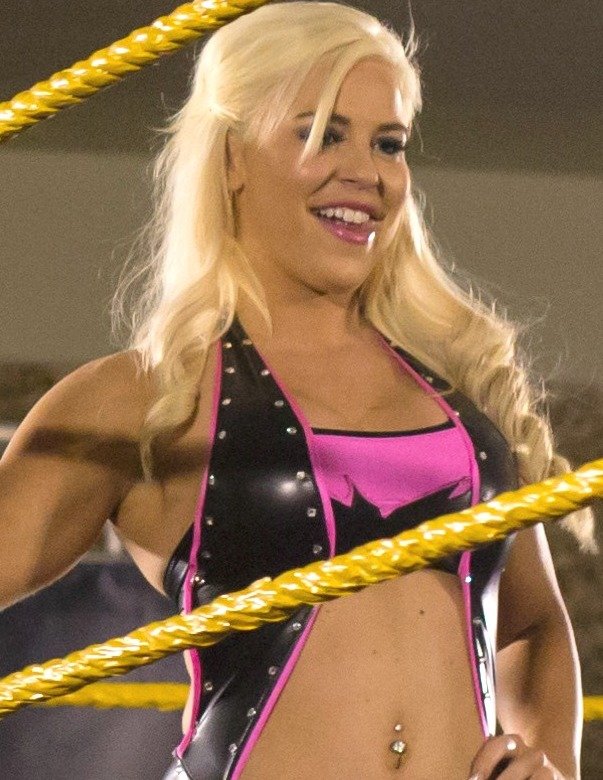
Dana Brooke en 2014.

Ashley Sebera signe à la World Wrestling Entertainment (WWE) en juin 2013 et elle est envoyée dans le club-école de la fédération, la NXT. Elle prend alors le nom de Dana Brooke en novembre. 
Elle débute durant un spectacle non télévisée le 18 septembre 2014 où elle fait équipe avec Sasha Banks et remportent leur match face à Alexa Bliss et Bayley. 
Elle gagne son premier combat télévisé le 15 avril 2015 face à Blue Pants (en). Elle s'allie avec Emma avec qui elle perd un match par équipe face à Charlotte et Bayley le 20 mai au cours de NXT Takeover: Unstoppable,. Elles sont ensuite les rivales de Asuka à l'automne. Cela donne lieu à un match l'opposant à Asuka le 7 octobre durant NXT Takeover: Respect, où elle perd par soumission. Au cours de ce combat, elle se blesse et ne peut pas affronter la Japonaise aux cours des spectacles non diffusés au cours de la tournée en Grande-Bretagne.

#### Débuts àRawet alliance avec Charlotte (2016-2017)
Le 9 mai 2016 à Raw, elle fait ses débuts dans le roster principal de la WWE en tant que Heel, où elle attaque Becky Lynch avec Emma. Le 22 mai à Extreme Rules, elle apparait déguisée en Ric Flair, durant le match de championnat entre Natalya et Charlotte, et aide cette dernière à conserver son titre. Le 19 juin à Money in the Bank, Charlotte et elle battent Becky Lynch et Natalya. 
Le 19 juillet à SmackDown Live, lors du Draft, elle est annoncée être officiellement transférée à Raw. Cinq soirs plus tard à Battleground, les deux femmes perdent face à Sasha Banks et Bayley. 
Le 30 octobre à Hell in a Cell, elle perd face à Bayley.
Le 13 mars 2017 à Raw, elle perd face à Sasha Banks. Après le combat, elle effectue un Face Turn en se retournant contre Charlotte et en l'attaquant, après que cette dernière lui ait balancée des insultes, mettant ainsi fin à son alliance avec The Queen.

#### Titus WorldWide (2017-2018)
Le 27 novembre à Raw, elle s'allie avec Apollo Crews et Titus O'Neil et ensemble, ils forment un trio appelé Titus WorldWide. 
Le 28 janvier 2018 au Royal Rumble, elle entre dans le premier Royal Rumble féminin en 8e position, élimine Kairi Sane, avant d'être elle-même éliminée par Torrie Wilson.
Le 8 avril lors du pré-show à WrestleMania 34, elle ne remporte pas la première Women's Battle Royal de l'histoire, gagnée par Naomi.
Le 3 septembre à Raw, Ember Moon et elle perdent face à Bayley et Sasha Banks, à la suite d'une distraction de ses deux compères. Après le combat, elle met fin à son alliance avec Apollo Crews et Titus O'Neil, provoquant la séparation du trio.

#### Retour en solo (2018-2019)
Le 28 octobre à Evolution, elle ne remporte pas la Women's Battle Royal, gagnée par Nia Jax.
Le 27 janvier 2019 au Royal Rumble, elle entre dans le Royal Rumble féminin en 22e position, mais se fait éliminer par Rhea Ripley.
Le 7 avril lors du pré-show à WrestleMania 35, elle ne remporte pas la Women's Battle Royal, gagnée par Carmella. Le 19 mai à Money in the Bank, elle ne remporte pas la mallette, gagnée par Bayley.

#### Draft àSmackDown(2019-2020)
Le 18 octobre à SmackDown, elle rejoint officiellement le show bleu. Le même soir, elle perd le 6-Pack Challenge face à Nikki Cross, qui inclut également Carmella, Lacey Evans, Mandy Rose et Sonya Deville, ne devenant pas aspirante n°1 au titre féminin de SmackDown. Le 24 novembre aux Survivor Series, l'équipe SmackDown (Sasha Banks, Nikki Cross, Carmella, Lacey Evans et elle) perd le 5-on-5 Traditional Survivor Series Woman's Elimination Match face à celle de NXT (Rhea Ripley, Toni Storm, Candice LeRae, Bianca Belair et Io Shirai), qui inclut également l'équipe Raw (Charlotte Flair, Natalya, Sarah Logan, Asuka et Kairi Sane). 
Le 26 janvier 2020 au Royal Rumble, elle entre dans le Royal Rumble féminin en 13e position, mais se fait éliminer par Bianca Belair. 
Le 10 mai à Money in the Bank, elle ne remporte pas la mallette, gagnée par Asuka.

#### Retour àRaw, alliance avec Mandy Rose (2020-2021)
Le 9 octobre à SmackDown, lors du Draft, elle est annoncée être officiellement transférée au show rouge par Stephanie McMahon. Le 12 octobre à Raw, elle s'allie à Mandy Rose et ensemble, elles battent Lana et Natalya. Plus tard dans la soirée, elle perd la Battle Royal féminine, au profit de Lana, ne devenant pas aspirante n°1 au titre féminin de Raw. Le 26 octobre à Raw, Mandy Rose et elle sont ajoutées dans l'équipe féminine du show rouge pour les Survivor Series par Adam Pearce. Le 16 novembre à Raw, Asuka, Mandy Rose et elle battent Lana, Nia Jax et Shayna Baszler dans un 6-Woman Tag Team Match. Après le combat, blessée à l'épaule, elle se fait attaquer par Reckoning dans les coulisses. Le lendemain, toutes deux blessées, Mandy Rose et elle sont remplacées par Peyton Royce et Lacey Evans dans l'équipe féminine du show rouge pour les Survivor Series. Le 30 novembre à Raw, elle effectue son retour et bat Reckoning. 
Le 31 janvier 2021 au Royal Rumble, elle entre dans le Royal Rumble féminin en 16e position, mais se fait éliminer par Rhea Ripley.
Le 10 avril à WrestleMania 37, Mandy Rose et elle perdent le Tag Team Turmoil Match face au Riott Squad (Ruby Riott et Liv Morgan), ne devenant pas aspirantes n°1 aux titres féminins par équipe de la WWE le lendemain.

#### Retour en solo (2022-2023)
Le 29 janvier 2022 au Royal Rumble, elle entre dans le Royal Rumble féminin en 9e position, mais se fait éliminer par Michelle McCool. 
Le 28 janvier 2023 au Royal Rumble, elle entre dans le Royal Rumble match féminin en troisième position, mais se fait éliminer par Damage CTRL (Bayley, Dakota Kai et IYO SKY).

#### Retour àNXT, puis renvoi (2023)
Le 6 juin à NXT, elle effectue son retour surprise dans le show jaune après 7 ans d'absence, participe à une Battle Royal pour déterminer l'aspirante n°1 au titre féminin de la NXT, mais se fait éliminer par Thea Hail.
Le 21 septembre 2023, elle fait partie de la vague de renvois qui touche la WWE qui intervient juste après la fusion avec l'UFC pour créer TKO.

### Total Nonstop Action Wrestling (2024-...)
Elle fait une apparition lors du PLE Hard to kill à Los Angeles, sous le nom de Ash By Elegence.[réf. nécessaire]

## Vie privée
Elle était en couple avec le bodybuilder Dallas McCarver, avant sa mort le 22 août 2017. Elle est actuellement en couple avec le boxeur Ulysses « Uly » Diaz.

## Palmarès

### En body-fitness
- NPC Team Universe
  -  dans la catégorie fitness en 2012[7]

### En catch
- Boca Raton Championship Wrestling
  - 1 fois BRCW Women's Championne (actuelle)

- Total Nonstop Action Wrestling
  - 1 fois TNA Knockouts World Tag Team Championne avec Heather by Elegance (actuelle)

- World Series Wrestling
  - 2 fois WSW Women's Championne (actuelle)

- World Wrestling Entertainment
  - 12 fois championne 24/7 de la WWE

## Récompenses des magazines
- Pro Wrestling Illustrated

| Année | 2016 | 2017 à 2018 | 2019 | 2020 à 2021 | 2022 | 2023        | 2024 |
| ----- | ---- | ----------- | ---- | ----------- | ---- | ----------- | ---- |
| Rang  | 26   | Non classée | 52   | Non classée | 88   | Non classée | 45   |